# Marius Grossenbacher

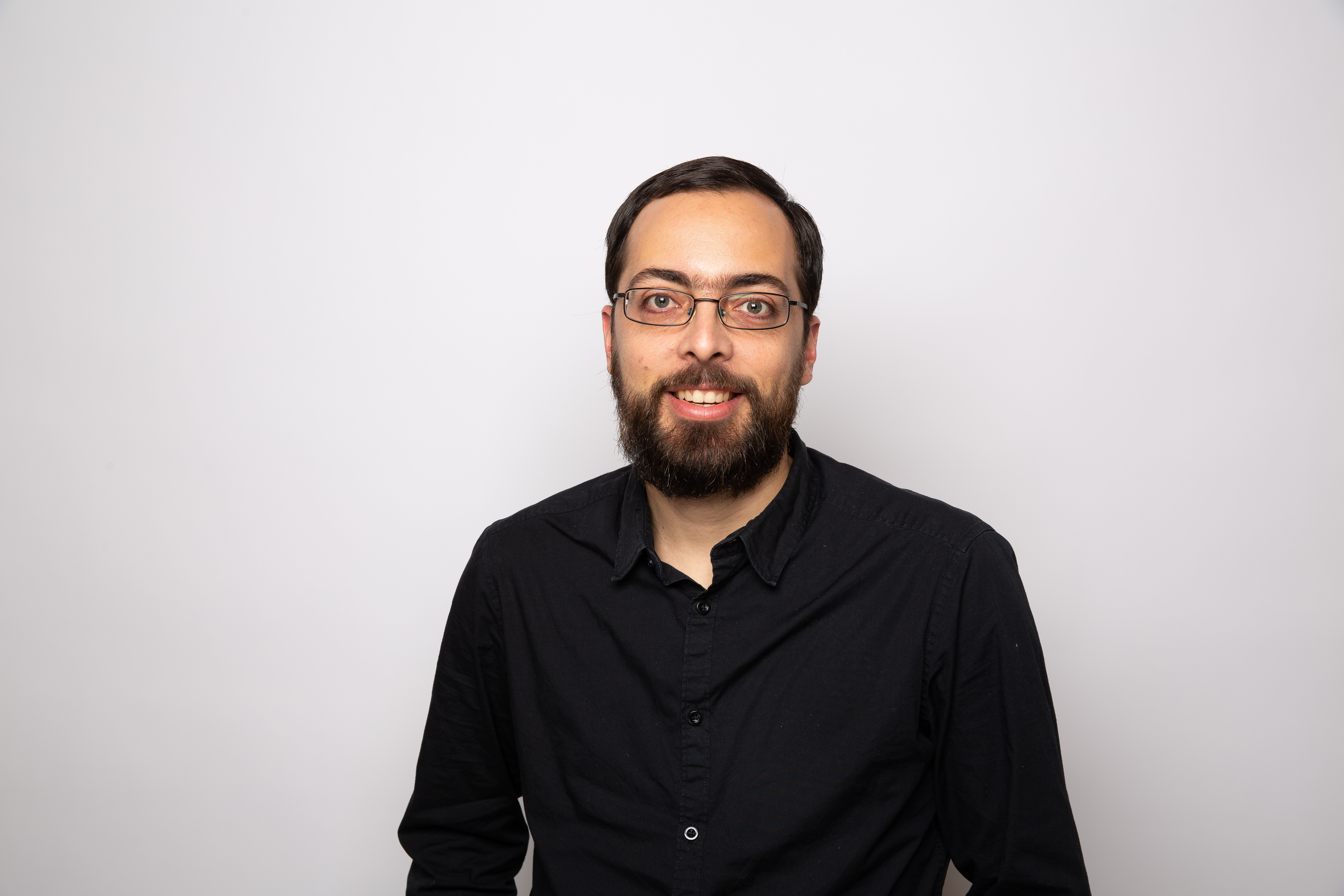
Marius Grossenbacher (2022)

Marius Grossenbacher (* 1985) ist ein Schweizer Politiker (Grüne).

## Leben
Marius Grossenbacher arbeitet als Service-Ingenieur. Er ist Aktivmitglied der Harmoniemusik Glarus und Vorstandsmitglied des Jassclubs Tödi. Bei den Glarner Jassmeisterschaften 2014 eroberte er den Titel des Jasskönigs. Er lebt in Ennenda in der Gemeinde Glarus.

## Politik
Marius Grossenbacher rückte 2016 für die zurückgetretene Myrta Giovanoli in den Landrat des Kantons Glarus nach, wo er als Fraktionspräsident der Grünen-Fraktion vorsteht. Er ist Mitglied der Geschäftsprüfungskommission und der Kommission Bildung/Kultur und Volkswirtschaft/Inneres sowie Ersatzmitglied der Kommission Gesundheit und Soziales.